# Serdar Çam
Serdar Çam (* 30. März 1966 in Ankara) ist der Leiter des Türkischen Präsidiums für Internationale Kooperation und Koordination (TİKA).

## Leben und Karriere
Wegen der diplomatischen Tätigkeit seines Vaters in der Türkischen Republik Nordzypern absolvierte er nach seiner Grundschulausbildung in Libyen und Frankreich die private Schule Türk Maarif Koleji (TMK) in Nikosia. 
Nachdem er an der Technischen Universität des Nahen Ostens (Orta Doğu Teknik Üniversitesi) sein Chemiestudium abgeschlossen hatte, erhielt Çam an der Boston University seinen Magistertitel. An der Marmara Üniversitesi verfasste er seine Doktorarbeit im Bereich des internationalen Marketings.
In den Jahren von 1992 bis 2002 war Çam als hochrangiger Manager in verschiedenen Unternehmen in Istanbul und Ankara tätig. Währenddessen unterrichtete er als Dozent Internationales Investment, Internationalen Handel und Management an verschiedenen Universitäten der Türkei.
Von 2002 bis 2009 war Çam Chefberater von Ministerpräsident Erdoğan. Gleichzeitig wirkte er im Bereich des Außenhandels und der Außenpolitik.
Zwischen 2009 und 2011 war Çam Kabinettschef des Sprechers des Türkischen Parlaments.
Am 5. Juni 2011 wurde er zum Präsidenten des TİKA berufen. 
Serdar Çam spricht fließend Englisch, Französisch und Deutsch. Er ist verheiratet und hat drei Kinder.